# Poascheberg
De Poascheberg is een 89 meter hoge heuvel in de Duitse gemeente Halle (Grafschaft Bentheim) circa 5 km ten noorden van het Overijsselse Ootmarsum.
De naam betekent in het Nederduits "Paasberg". De heuvel moet niet verward worden met de Paasberg bij het Nederlandse Oldenzaal, zo'n 15 kilometer zuidelijker. Beide heuveltoppen maken onderdeel uit van hetzelfde stuwwalcomplex en hebben vermoedelijk beide deze naam omdat er van oudsher paasvuren op aangestoken werden.

## Geografie
De heuvel valt niet erg op, omdat hij omringd wordt door heuvels als de Krösenberg, Scharpenberg, Langerberg en Lönsberg die alle slechts weinig lager zijn, circa 85 meter.
De Poascheberg is na de Schlossberg (waarop Kasteel Bentheim staat en die 92 meter is) de hoogste heuvel van de Landkreis Grafschaft Bentheim.